# ألان ديك
ألان ديك (بالإنجليزية: Allan Dick)‏ هو فلاح وسياسي نيوزلندي، ولد في 1 سبتمبر 1915، وتوفي في 15 مارس 1992. انتخب عضو مجلس النواب النيوزيلندي.